# Savio Nsereko
Savio Magala Nsereko (* 27. Juli 1989 in Kampala, Uganda) ist ein ehemaliger deutscher Fußballspieler.

## Karriere

### Im Verein
Nsereko emigrierte bereits in jungen Jahren nach Deutschland, wo er beim SV 1880 München mit dem Fußballspielen begann. Nachdem man beim TSV 1860 München sein Talent erkannt hatte, wurde er bereits in der Jugend verpflichtet. 2005 wechselte er im Alter von 16 Jahren nach Italien zu Brescia Calcio. Der damalige Trainer Zdeněk Zeman ließ ihn für Brescia am 28. Mai 2006 am letzten Spieltag der Saison 2005/06 beim Spiel gegen den FC Crotone (2:4) debütieren. Sein zweites Spiel folgte über ein Jahr später in der Saison 2007/08, als er in Pisa nach 57 Minuten für Marco Zambelli eingewechselt wurde. In der Saison 2008/09 bestritt er in der Hinrunde 17 Partien und erzielte dabei drei Tore und wurde von vielen Vereinen umworben.
Am 25. Januar 2009 wechselte Nsereko nach England zu West Ham United. Die Ablöse soll rund 8,5 Millionen Euro, nach anderen Angaben 10 Millionen Pfund Sterling (umgerechnet etwa 11 Millionen Euro) betragen haben. Drei Tage später, am 28. Januar 2009, gab er sein Debüt für West Ham United, als er beim 2:0-Sieg im Premier-League-Spiel gegen Hull City in der 86. Minute für David Di Michele eingewechselt wurde. Seit seinem Wechsel nach England läuft er unter dem Spielernamen Savio auf.
Nach acht Monaten und zehn Profieinsätzen, in denen er meist nur Einwechselspieler war, wechselte Savio im August 2009 zurück nach Italien zum Erstligisten AC Florenz. Im Tausch wechselte Manuel da Costa zu West Ham. Im Januar 2010 wechselte er auf Leihbasis nach Bologna. Außerdem wurde Bologna das Recht eingeräumt, 50 Prozent an Nserekos Transferrechten zu erwerben.
Im Sommer 2010 kehrte er zurück zu 1860 München; er wurde für die Spielzeit 2010/11 ausgeliehen. Am ersten und dritten Spieltag wurde er jeweils in der zweiten Halbzeit eingewechselt, beim Pokalspiel in Verl stand er in der Startaufstellung. Danach kam er nicht mehr zum Einsatz. Anfang Oktober blieb er ohne Benachrichtigung dem Training und weiteren Terminen der Mannschaft fern. Nachdem er sich auch in den folgenden zwei Wochen nicht gemeldet hatte, wurde am 22. Oktober die fristlose Kündigung ausgesprochen.
Anfang Januar 2011 wurde Nsereko vom bulgarischen Erstligisten FC Tschernomorez Burgas ausgeliehen. Am 26. Februar 2011 bestritt er sein Debüt für das bulgarische Team im Spiel gegen Akademik Sofia. Das Spiel endete 1:1. In Burgas konnte er jedoch nicht überzeugen, und so setzte er im Juli 2011 seine Karriere in der italienischen Serie B bei der SS Juve Stabia fort. Dort kam er jedoch kaum zum Einsatz, und im Januar 2012 wechselte er nach Rumänien zum FC Vaslui. Anschließend kam er nach Florenz zurück, wurde aber Ende August 2012 wieder ausgeliehen. Diesmal kehrte er nach Deutschland zurück und unterschrieb einen Leihvertrag beim Drittligisten SpVgg Unterhaching bis Ende Juni 2013.
Nachdem Nsereko im Oktober 2012 nach Thailand gereist war, ohne seinen Klub zu informieren, löste die sportliche Leitung der SpVgg Unterhaching den Leihvertrag vorzeitig und fristlos auf.
Nsereko machte erst wieder auf sich aufmerksam, als er keine finanziellen Mittel mehr zur Verfügung hatte und daraufhin seine eigene Entführung vortäuschte, um Lösegeld von seiner eigenen Familie zu erpressen. Die besorgten Angehörigen schalteten die deutsche Botschaft ein, die die thailändische Polizei verständigte. Diese griff Nsereko schließlich auf und verhaftete ihn. Nsereko selbst sprach von einem Missverständnis: „Es gab weder die vorgetäuschte Entführung noch saß ich im Gefängnis.“
Nachdem er weiterhin vom AC Florenz suspendiert geblieben war, hielt sich Nsereko in Köln mit einem Privattrainer fit. Anfang Januar 2013 absolvierte er ein Probetraining beim deutschen Drittligisten Preußen Münster und erhielt ein Vertragsangebot für die restliche Spielzeit 2012/13. Zu einem Engagement kam es allerdings nicht. Nsereko wechselte in der Folge zum FC Viktoria Köln in die Regionalliga West. Nach lediglich sechs Spielen für die Kölner, in denen er kein Tor erzielte, wurde er im Mai 2013 vom Verein suspendiert. Am 23. Dezember 2013 unterschrieb er einen Vertrag beim kasachischen Club FK Atyrau. Nach einem halben Jahr Vereinslosigkeit stand er von Februar bis Juli 2015 in Bulgarien bei Beroe Stara Sagora unter Vertrag. Im März 2016 wechselte er nach Litauen und schloss sich dem Erstligisten FK Lietava Jonava an. Am 17. März 2016 debütierte Nsereko gegen FBK Kaunas in Kėdainiai.
Im Sommer 2016 wurde sein Vertrag nicht verlängert. Ende Mai 2017 gab der Bayernligist FC Pipinsried die Verpflichtung Nserekos bekannt. Vier Tage vor dem Saisonstart wurde am 21. Juli 2017 die einvernehmliche Vertragsauflösung bekannt gegeben.
Im Februar 2018 unterschrieb er einen Vertrag beim bulgarischen Erstligisten FC Wereja Stara Sagora. Der Kontrakt war bis zum Saisonende 2017/2018 befristet. Nsereko kam zu drei Einsätzen für das Team aus Stara Sagora.
Nachdem sein Engagement in Bulgarien im Sommer 2018 geendet war, schloss er sich dem bayrischen B-Ligisten SC Armin München zunächst als Jugendtrainer der U-14-Mannschaft an. Zur Winterpause der laufenden Saison 2018/19 entschloss er sich zu einer Rückkehr in den aktiven Fußball. So debütierte er in der Winterpause für die erste Mannschaft des SC Armin in einem Testspiel. Wenige Wochen später folgte sein erster Einsatz in einem Punktspiel gegen die zweite Mannschaft des FC Fürstenried, bei dem ihm zwei Tore gelangen. Insgesamt schoss er in dieser Saison sieben Tore in sieben Spielen.
Nsereko startete in die Spielzeit 2019/20 mit 14 Toren in zwölf Einsätzen für den SC Armin München. Zur Winterpause wechselte er innerhalb Münchens zum BSC Sendling. Auch hier nimmt er wie zuvor beim SC Armin eine Doppelfunktion ein: Nsereko ist sowohl Trainerassistent der ersten Mannschaft als auch Spielertrainer der in der A-Klasse spielenden zweiten Mannschaft. Im Sommer 2024 beendete der Spieler dann seine aktive Karriere.

### In der Nationalmannschaft
Nsereko besitzt die deutsche Staatsbürgerschaft und war deutscher Juniorennationalspieler. Mit der U-19 wurde er 2008 Europameister. Im Finale fehlte er jedoch aufgrund einer Gelbsperre. Für die U20 spielte er von 2008 bis 2010 dreimal.

## Spielweise
Nsereko spielt meist auf dem linken Flügel, um vor dem Tor nach innen ziehen und mit seinem stärkeren rechten Fuß abschließen zu können, kann jedoch auch auf der rechten Seite oder als Stürmer in einem Zwei-Mann-Sturm agieren.